# Parque Estadual da Serra do Papagaio
Der Parque Estadual da Serra do Papagaio (deutsch „Staatspark Serra do Papagaio“) ist ein Schutzgebiet im Bundesstaat Minas Gerais in Brasilien. Der Park dient dem Schutz einer gebirgigen Region mit Vegetation der Mata Atlântica (Atlantischer Regenwald).

## Geographie
Der Parque Estadual da Serra do Papagaio befindet sich im Gebiet der Gemeinden Aiuruoca (15,76 %), Alagoa (5,38 %), Baependi (39,93 %), Itamonte (34,54 %) und Pouso Alto (4,39 %) in Minas Gerais und umfasst 22.917 ha. Das Gebiet wird geprägt von den Bergen der Serra da Mantiqueira und schließt auch Teile der Garrafão- und Papagaio-Bergketten ein. Etwa die Hälfte des Gebiets bilden Steilhanglagen und Höhenlagen über 1800 m.
Die höchsten Gipfel liegen im Süden, unter anderem der Morro da Mitra do Bispo (2149 m) und der Pico do Bandeira (2357 m). Die Flüsse sind durch zahlreiche Wasserfälle geprägt (z. B. Cachoeira dos Garcias).

## Natur
Im Park liegen bedeutende Überreste des früher verbreiteten Mata Atlântica mit offenen Weiden, Wäldern und Inseln von Araukarien-Hainen. Dort liegt auch das Quellgebiet von bedeutenden Ursprungsbächen des Rio Grande. Es gibt Verbindung zum nördlichen Teil des Nationalparks Itatiaia, wodurch ein zusammenhängendes Schutzgebiet (Mosaico Mantiqueira) entstanden ist.
Der Bau eines Wasserkraftwerks im Gemeindegebiet von Aiuruoca, innerhalb des Umweltschutzgebietes Serra da Mantiqueira und einem Teil des Parque Estadual da Serra do Papagaio, führte zu Protesten der lokalen Gemeinde und von Umweltschützern.
Das Wasserkraftwerk ist Teil eines Programms, durch das 65 kleine Wasserkraftwerke in Brasilien entstehen sollen, 33 davon in Minas Gerais. Das Programm bedroht jedoch die letzten Küstenregenwälder des Staates.

## Geschichte
Der Saatspark wurde am 5. August 1998 durch den Erlass 39.793 des Gouverneurs Eduardo Azeredo eingerichtet. Er wird vom Instituto Estadual de Florestas verwaltet. 2006 wurde er in das Schutzgebietsnetz Mosaico Mantiqueira aufgenommen.

## Galerie

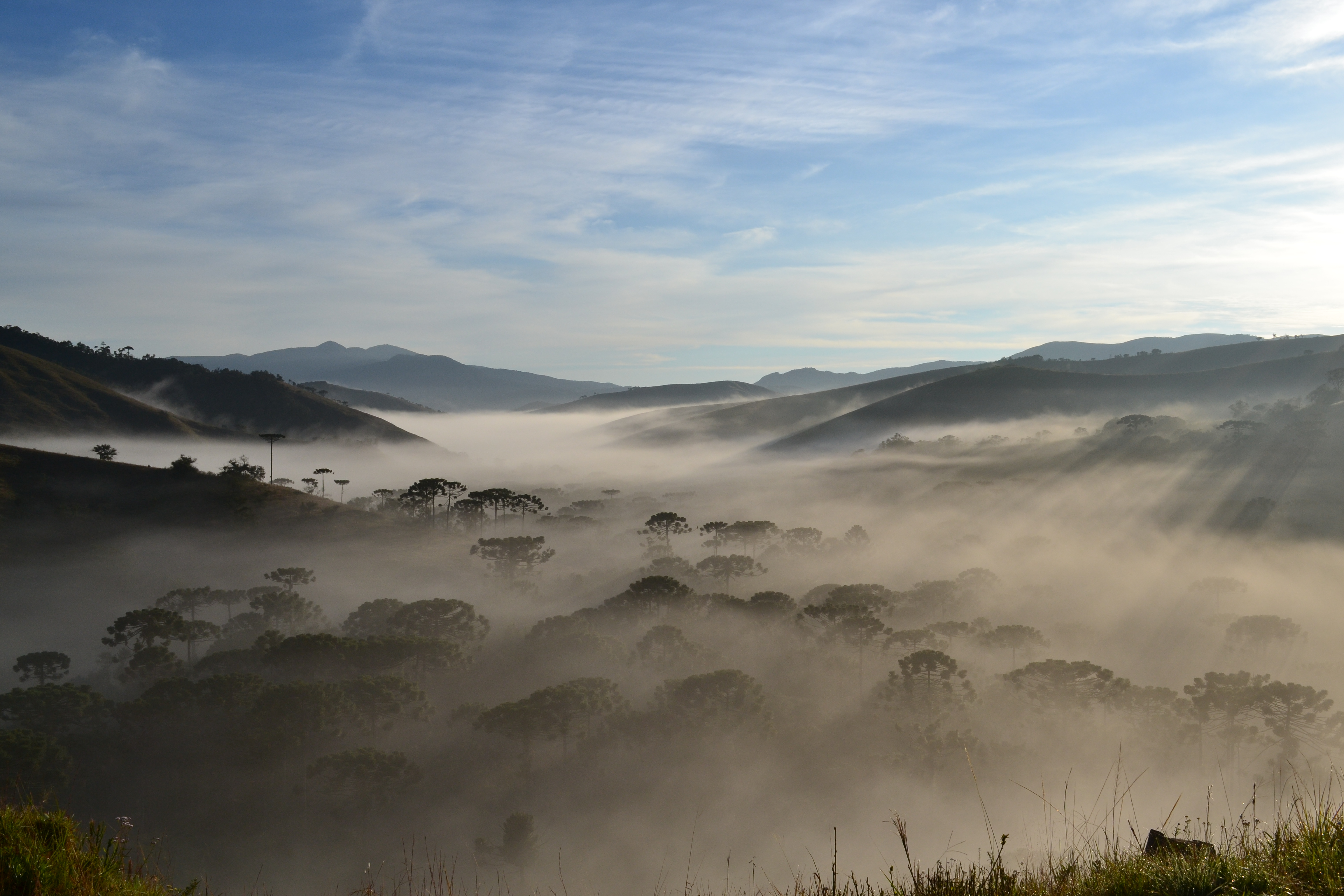
Nebel im Araukarienwald
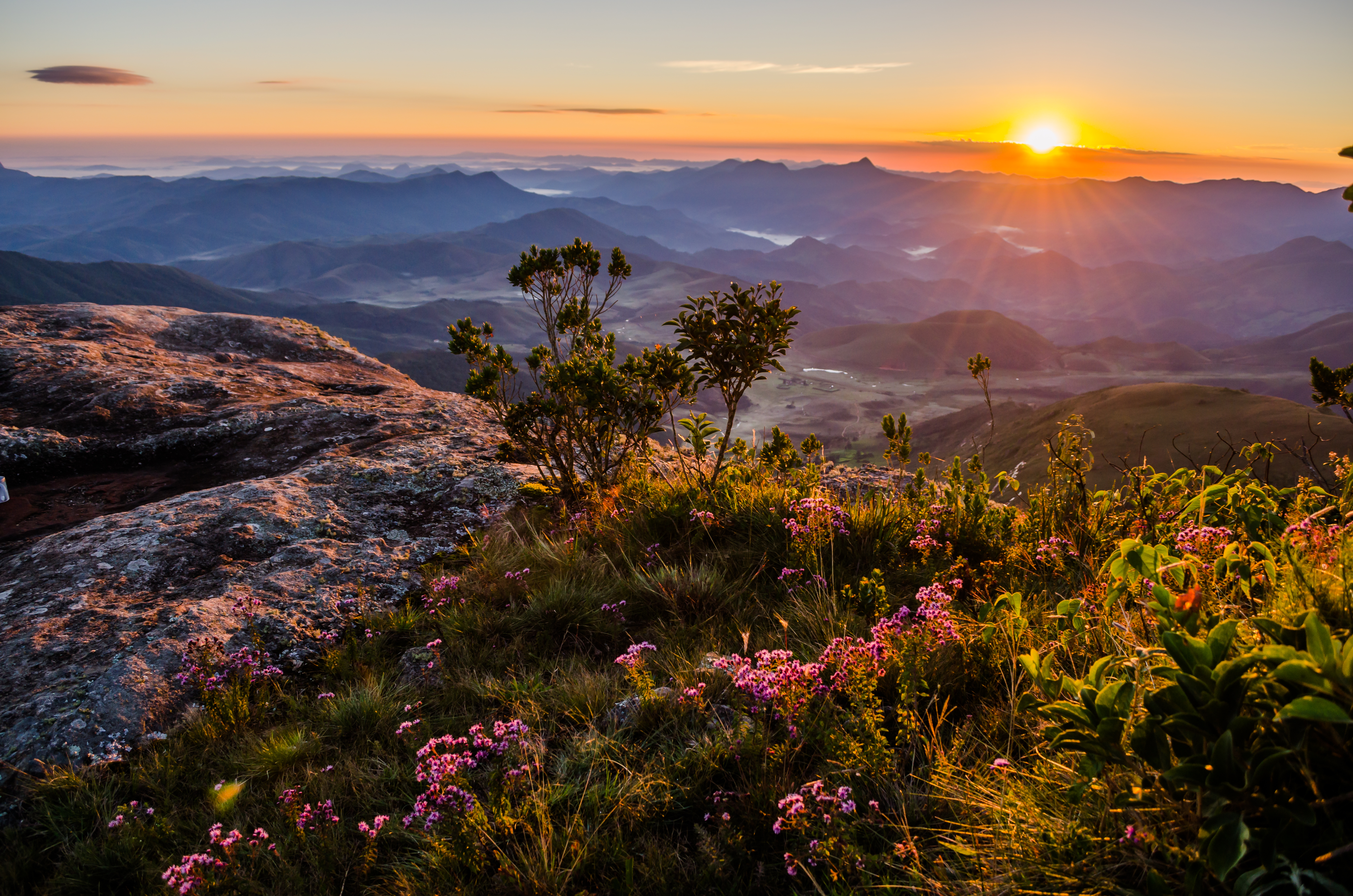
Pico do Garrafão
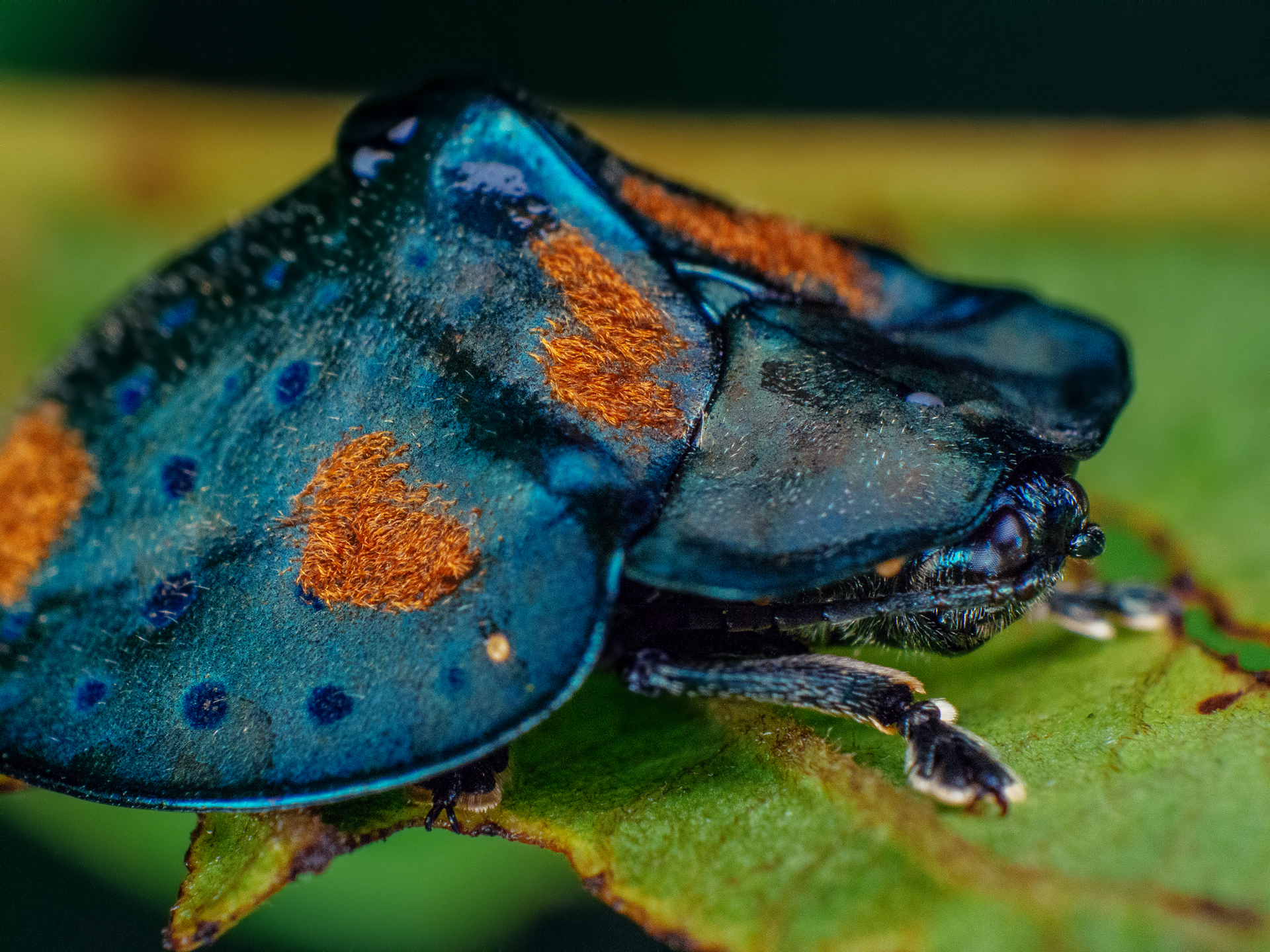
Schildkrötenkäfer (aus der Unterfamilie Schildkäfer (Cassidinae))
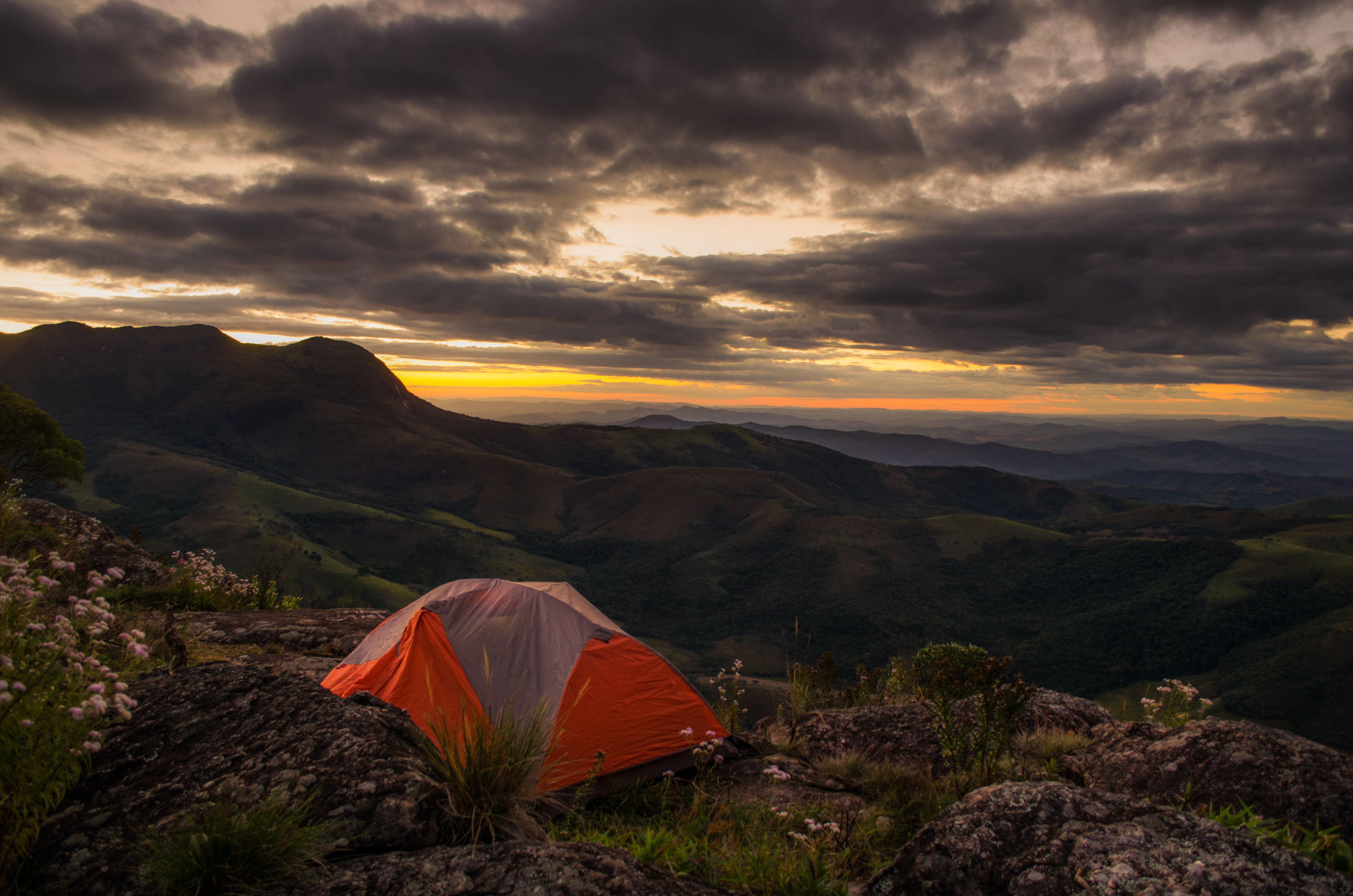
Pico do Chorão